# فلوید مارتین
فلوید مارتین (انگلیسی: Floyd Martin؛ زادهٔ ۲۶ ژوئن ۱۹۲۹) بازیکن هاکی روی یخ اهل کانادا است.